# Ла Вејл (Мериленд)
Ла Вејл (енгл. La Vale) насељено је место без административног статуса у америчкој савезној држави Мериленд.

## Демографија
По попису из 2010. године број становника је 3.551, што је 1.062 (-23,0%) становника мање него 2000. године.
| Група             | 2000.         | 2010.         |
| Белци             | 4.488 (97,3%) | 3.369 (94,9%) |
| Афроамериканци    | 30 (0,7%)     | 48 (1,4%)     |
| Азијати           | 47 (1,0%)     | 62 (1,7%)     |
| Хиспаноамериканци | 22 (0,5%)     | 22 (0,6%)     |
| Укупно            | 4.613         | 3.551         |